# The Otto Show
The Otto Show, llamado El Otto-show en España y El rock de Otto en Hispanoamérica, es un capítulo perteneciente a la tercera temporada de la serie animada Los Simpson, emitido originalmente el 23 de abril de 1992. El episodio fue escrito por Jeff Martin y dirigido por Wes Archer.

## Sinopsis
Todo comienza cuando Bart y Milhouse van a un concierto de una banda llamada Spinal Tap. El recital, que iba bastante bien, se convierte en un completo desastre con muchos disturbios. Sin embargo, Bart queda impresionado con la banda de heavy metal y resuelve convertirse en un guitarrista de música rock. 
Homer y Marge le compran a Bart una guitarra eléctrica, pero el niño, a pesar de tomar algunas lecciones de un libro, resuelve que no es muy bueno para tocar. A la mañana siguiente, en el autobús escolar, Otto Mann se impresiona con la guitarra de Bart y le pide le deje tocar un poco. Otto hace un pequeño concierto para todos los pasajeros del autobús. Sin embargo, mientras que el conductor tocaba, el tiempo pasaba, por lo que debe apurarse para llegar a la escuela. Debido a la alta velocidad, Otto pierde el control del vehículo, haciendo que el autobús de Spinal Tap se vuelque y finalmente termine con el autobús escolar destrozado. 
Gran cantidad de gente llama a la Escuela Primaria de Springfield para reportar el accidente, haciendo que Otto sufra una reprimienda por parte del director Skinner. Sin embargo, cuando un policía le pide a Otto el permiso de conducir, este es obligado a admitir que no tiene licencia. De esta forma, Otto pierde su trabajo, y Skinner lo reemplaza cumpliendo ahora las ocupaciones de director y conductor del autobús escolar. 
Las cosas comienzan a ir muy mal para Otto. No logra aprobar su examen para sacar su licencia de conductor, no es capaz de encontrar un trabajo nuevo, y es echado de su departamento por no tener dinero para pagar la renta. Un día, Bart se encuentra al ex-chofer viviendo en un bote de basura y lo invita a quedarse un tiempo en su casa. 
Para lograr que Otto se quede mucho tiempo, Bart graba una cinta en la que dice: "¿Puede quedarse Otto todo el tiempo que quiera?", la respuesta es su voz simulando la de Marge contestando "¡Claro que puede!". Homer, cuando Bart les muestra su grabación, le recrimina a Marge haber aceptado tan fácilmente. Ella niega haber aceptado alguna vez, pero su marido no le cree.
Otto se empieza a convertir en una molestia, ya que estaba todo el día en la casa tocando la guitarra. Homer pierde pronto su paciencia con Otto y dice que ya es hora de que se vaya. Marge y Bart, sin embargo, animan a Otto para que tome otra vez el examen para la licencia de conducir. Otto va al Departamento de Vehículos de Motor a tomar el examen, pero Patty y Selma no quieren volver a examinarlo. Otto le explica que lo hace para vengarse de Homer Simpson, mostrándole que había sido capaz de conseguir su licencia. Al escuchar esto, Patty inmediatamente cambia de opinión y ayuda a Otto a pasar su examen. 
No mucho tiempo después de haber obtenido la licencia, Otto vuelve a su antiguo trabajo.